# Список храмов Новгородского района Новгородской области
Список включает в себя только существующие на 2011 год как древние так и современные храмовые постройки, расположенные на территории Новгородского района Новгородской области. Часовни, молельные дома, приспособленные под церковь здания в него не входят.
Возможна сортировка списка.
| Местонахождение                | Название                                                         | Год постройки            | Фотография | Статус          |
| ------------------------------ | ---------------------------------------------------------------- | ------------------------ | ---------- | --------------- |
| деревня Бронница               | церковь Введения во храм с колокольней                           | 1769                     |            |                 |
| деревня Бронница               | Церковь Спаса Преображения с колокольней                         | 1888                     |            | действующая     |
| деревня Васильевское           | церковь Василия Великого с колокольней                           | 1871                     |            | действующая     |
| деревня Волотово               | церковь Успения на Волотовом поле                                | 1352                     |            | музейный объект |
| деревня Дубровка               | церковь Покрова Пресвятой Богородицы с колокольней               | XIX век                  |            |                 |
| деревня Захарьино              | церковь Святой Троицы                                            | 1699                     |            |                 |
| деревня Курицко                | церковь Успения Пресвятой Богородицы с колокольней               | 1888                     |            | действующая     |
| деревня Кшентицы               | церковь Ильи пророка                                             | 2004                     |            | действующая     |
| деревня Лесная                 | церковь «Спорительница хлебов» иконы Божией Матери с колокольней | 2005                     |            | действующая     |
| Михайло-Клопский монастырь     | Церковь Николая Чудотворца                                       | 1530-е                   |            | действующая     |
| Михайло-Клопский монастырь     | церковь Михаила Клопского                                        | 2005                     |            | действующая     |
| Михайло-Клопский монастырь     | Собор Троицы Живоначальной                                       | 1560-е                   |            | действующий     |
| деревня Наволок                | церковь Николая Чудотворца                                       | 1891                     |            |                 |
| Николо-Вяжищский монастырь     | церковь Иоанна богослова                                         | 1698                     |            | действующая     |
| Николо-Вяжищский монастырь     | Никольский собор                                                 | 1417                     |            | действующий     |
| посёлок Новоселицы             | церковь Архангела Михаила с колокольней                          | 2008                     |            | действующая     |
| деревня Песчаное               | церковь Спаса Преображения с колокольней                         | 1478 (первое упоминание) |            |                 |
| деревня Подберезье             | церковь Георгия Победоносца с колокольней                        | 2010                     |            | действующая     |
| деревня Рышево                 | церковь Рождества Пресвятой Богородицы                           |                          |            |                 |
| деревня Сергово                | церковь Святого Лазаря с колокольней                             | 1811                     |            | действующая     |
| деревня Старое Ракомо          | церковь Знамения Божьей Матери с колокольней                     | 1824                     |            |                 |
| Сырков монастырь               | Владимирский собор                                               | 1548                     |            |                 |
| деревня Трубичино              | церковь Покрова Пресвятой Богородицы с колокольней               | 1873                     |            | действующая     |
| Окрестности Великого Новгорода | церковь Спаса на Ковалёве                                        | 1345                     |            | музейный объект |
| деревня Спас-Нередицы          | церковь Спаса на Нередице                                        | 1198                     |            | музейный объект |
| остров Липно (дельта Мсты)     | церковь Николы на Липне                                          | конец XIII века          |            | музейный объект |
| деревня Холынья                | церковь Петра и Павла                                            | 1904                     |            | действующая     |
| Хутынский монастырь            | Спасо-Преображенский собор                                       | 1515                     |            | действующий     |
| Хутынский монастырь            | церковь Варлаама                                                 | 1552                     |            | действующая     |